# Phreatodytinae
Phreatodytinae es una subfamilia de coleópteros de la familia Noteridae. 

## Géneros
Tiene los siguientes géneros:
- Phreatodytes[1]